# John Brunner
John Kilian Houston Brunner (24 de Setembro de 1934, Preston Crowmarsh, Oxfordshire — 26 de Agosto de 1995) foi um prolífico autor britânico de ficção científica.

## Histórico
Brunner escreveu seu primeiro romance, Galactic Storm, aos 17 anos, sob o pseudônimo de Gill Hunt, mas não escreveu em tempo integral até  1958. Serviu como oficial da Royal Air Force de 1953 a 1955, e casou-se com Marjorie Rosamond Sauer em 12 de Julho de 1958.
Tendo começado escrevendo space opera convencional, mais tarde começou a experimentar o formato romance. Seu romance Stand on Zanzibar de 1968 ganhou o Prêmio Hugo de 1969 como melhor romance de ficção científica e o Prémio Apollo de 1973, e é considerado um clássico do gênero. The Jagged Orbit recebeu o British SF Award em 1971.
A obra mais conhecida de Brunner é talvez a proto-cyberpunk The Shockwave Rider de 1975, na qual ele cria a expressão "worm", utilizado para descrever um software que reproduz a si próprio numa rede de computadores.
Entre seus pseudônimos, estão: K. H. Brunner, Gill Hunt, John Loxmith, Trevor Staines, Ellis Quick, Henry Crosstrees Jr. e Keith Woodcott.
Sua saúde começou a se deteriorar nos anos 1980, e piorou com a morte de da esposa, em 1986. Ele casou-se novamente, com Li Yi Tan, em 27 de Setembro de 1991. Brunner morreu de AVC em Glasgow, Escócia, enquanto participava de uma Worldcon lá.

## Livros

### Anos 1950
- Galactic Storm (1951, como Gill Hunt)
- Echo in the Skull (1959)
- The Brink (1959)
- The Hundredth Millennium (1959)
- The Threshold of Eternity (1959)
- The World Swappers (1959)
- The Food Swallowers (1959)

### Anos 1960
- The Atlantic Abomination (1960)
- Sanctuary in the Sky (1960)
- The Skynappers (1960)
- Slavers of Space (1960)
- Meeting at Infinity (1961)
- I Speak for Earth (1961, como Keith Woodcott)
- The Ladder in the Sky (1962, como Keith Woodcott)
- No Future in It (1962) coletânea de contos
- Secret Agent of Terra (1962)
- The Super Barbarians (1962)
- Castaways' World (1963)
- The Dreaming Earth (1963)
- Listen, the Stars! (1963)
- The Rites of Ohe (1963)
- The Space-Time Juggler (1963)
- The Astronauts Must Not Land (1963)
- The Psionic Menace (1963, como Keith Woodcott)
- Endless Shadow (1964)
- To Conquer Chaos (1964)
- The Whole Man (1964, também publicado como Telepathist)
- The Altar at/on Asconel (1965)
- Day of the Star Cities (1965)
- Enigma from Tantalus (1965)
- The Long Result (1965)
- The Martian Sphinx (1965, como Keith Woodcott)
- The Repairmen of Cyclops (1965)
- The Squares of the City (1965)
- Now Then! (1965) coletânea de contos
- Born Under Mars (1966)
- The Evil that Men Do (1966)
- No Other Gods But Me (1966) coletânea de contos
- A Planet of Your Own (1966)
- The Productions of Time (1966)
- Out of My Mind (1967) coletânea de contos
- Quicksand (1967)
- Not Before Time (1968) coletânea de contos
- Bedlam Planet (1968)
- Catch a Falling Star (1968)
- Father of Lies (1968)
- Into the Slave Nebula (1968, revisão de Slavers of Space)
- Stand on Zanzibar (1968)
- The Avengers of Carrig (1969, revisão de Secret Agent of Terra)
- A Plague on Both Your Causes (1969)
- Double, Double (1969)
- Timescoop (1969)
- The Jagged Orbit (1969)
- Times Without Number (1969)

### Anos 1970
- The Gaudy Shadows (1970)
- The Dramaturges of Yan (1971)
- The Traveller in Black (1971, revisado e expandido em 1987)
- The Wrong End of Time (1971)
- The Sheep Look Up (1972)
- Entry to Elsewhen (1972), coletânea de contos
- The Stardroppers (1972)
- From This Day Forward (1972)
- Age of Miracles (1971, revisão de Day of the Star Cities)
- More Things in Heaven (1973, revisão de The Astronauts Must Not Land)
- The Stone That Never Came Down (1973)
- Give Warning to the World (1973, revisão de Echo in the Skull)
- Polymath (1974)
- Total Eclipse (1974)
- Web of Everywhere (1974) (mais tarde reimpresso como The Webs of Everywhere)
- The Shockwave Rider (1975)

### Anos 1980
- The Infinitive of Go (1980)
- Players at the Game of People (1980)
- Manshape (1982, revisão de Endless Shadow)
- While There's Hope (1982)
- The Crucible of Time (1983)
- The Great Steamboat Race (1983)
- The Tides of Time (1984)
- The Compleat Traveller in Black (1986)
- The Shift Key (1987)
- Children of the Thunder (1988)

### Anos 1990
- A Maze of Stars (1991)
- Muddle Earth (1993)
- Case of Painter's Ear (1998, obra póstuma)